# 계양천
계양천(桂陽川)은 인천광역시 계양구에 있는 계양산의 약수터에서 발원한 뒤 경인 아라뱃길 하부를 통과해 나진포천을 합류시키며 한강으로 유입하는 하천이다. 인천광역시 경계부터 한강 합류 지점까지는 걸포하천으로 불린다.
계양구 목상동 174번지부터 서구 검단동에 소재한 원당교까지의 3.6km 구간이 지방하천으로 관리된다.